# دارك غاذرينغ
دارك غاذرينغ (باليابانية: ダークギャザリング) مانغا يابانية من تأليف ورسم كينيتشي كوندو. متسلسلة في مجلة جمب سكوير الصادرة عن شوئيشا منذ آذار/مارس 2019. اقتبست إلى مسلسل أنمي من إنتاج ستديو أو إل إم وإخراج هيروشي إيكيهاتا في عام 2023.

## القصة
تتبع القصة لقاء شاب يمتلك موهبة روحانية يدعى غينتوغا كييتارو بيايوي هوزوكي حينما كان يعمل كمدرس خاص عن طريق صديقة طفولته إيكو هوزوكي إلا يايوي على عكسه تتوق لمواجهة الأرواح لأسباب متعلقة بوالدتها لذا يجر كييتارو في سعي يايوي في العثور على شبح.